# Синіакоб (Муреш)
Синіакоб (рум. Sâniacob) — село у повіті Муреш в Румунії. Входить до складу комуни Ацинтіш.
Село розташоване на відстані 268 км на північний захід від Бухареста, 35 км на захід від Тиргу-Муреша, 56 км на південний схід від Клуж-Напоки, 142 км на північний захід від Брашова.

## Населення
За даними перепису населення 2002 року у селі проживали 38 осіб.
Національний склад населення села:
| Національність | Кількість осіб | Відсоток |
| -------------- | -------------- | -------- |
| румуни         | 30             | 78,9 %   |
| угорці         | 8              | 21,1 %   |

Рідною мовою назвали:
| Мова      | Кількість осіб | Відсоток |
| --------- | -------------- | -------- |
| румунська | 30             | 78,9 %   |
| угорська  | 8              | 21,1 %   |